# Karya Harapan Mukti
Karya Harapan Mukti is een bestuurslaag in het regentschap Bungo van de provincie Jambi, Indonesië. Karya Harapan Mukti telt 2955 inwoners (volkstelling 2010).